# 渡部惇二
渡部 惇二（わたなべ じゅんじ、1944年（昭和19年）4月12日 - ）は、日本のボクサー。

## 経歴・人物
近畿大学在学中に、1968年メキシコシティーオリンピックで男子ライトフライ級に出場し、ソビエト連邦のヴィクトル・ザポロージェツに敗れ、1回戦敗退した。